# Kampen om fisken
Kampen om fisken er en dansk dokumentarfilm fra 1980 med instruktion og manuskript af Freddy Tornberg.

## Handling
Igennem de sidste 20 år har den stigende fiskeriindsats betydet, at flere af fiskearterne i det Nordøstatlantiske fiskeriområde er truet af overfiskning. De enkelte fiskerinationer søger at sikre sig mest muligt af fiskefangsterne. Ved at indføre nye fiskerigrænser får de bedre kontrol over fiskene og kan derigennem bestemme, hvor store fangsterne skal være. Samtidig må andre fiskere forlade traditionelle fiskepladser. Der er kamp om fisken. Men problemerne er ikke bare noget, der hører havet til, de følger med ind på land. Langs Jyllands vestkyst er man afhængig af fisken for at kunne få arbejde. Man siger, at for hver fisker, som sejler på havet, kommer der syv i arbejde på land. En film, som understreger, hvor afgørende det økonomiske system er, for at man kan holde den økologiske balance i fiskebestanden.